# Microrregión del Alto Mearim e Grajaú
La microrregión del Alto Mearim e Grajaú es una de las microrregiones del estado brasileño del Maranhão perteneciente a la mesorregión Centro Maranhense. Su población según el censo de 2010 es de 312.039 habitantes y está dividida en once municipios. Su población está formada por negros y mulatos 42.9, caboclos(mestizos de indios y blancos)26.4,blancos 24.5, indígenas 6.1 y asiáticos 0.1, según el censo de 2010 habitaban la región ese año 18.992 indígenas. Posee un área total de 36.683,828 km².

## Municipios
- Arame
- Barra do Corda
- Fernando Falcão
- Formosa da Serra Negra
- Grajaú
- Itaipava do Grajaú
- Jenipapo dos Vieiras
- Joselândia
- Santa Filomena do Maranhão
- Sítio Novo
- Tuntum

- Datos: Q2376147